# Distretto Occidentale (Taichung)
Il distretto Occidentale (西區S, Xi QūP) è un distretto della municipalità di Taichung, situata a Taiwan.